# Рамі Малек
Рамі Саїд Малек (англ. Rami Said Malek; нар. 12 травня 1981, Лос-Анджелес, Каліфорнія) — американський актор кіно й телебачення єгипетського походження. Став відомим завдяки ролі у серіалі «Містер Робот». У ньому Рамі зіграв головного героя — хакера Еліота Алдерсона. За цю роль його нагородили кінопремією «Вибір телевізійних критиків» (англ. Critics’ Choice Television Award), а також премією «Еммі» за найкращу чоловічу роль у драматичному серіалі. Окрім того, Рамі номінували на кінопремію «Золотий глобус», премію Гільдії кіноакторів США за найкращу чоловічу роль у драматичному серіалі та премію Асоціації телевізійних критиків за особисті досягнення у драмі. Переможець премії «Оскар» 2019 року у номінації «Найкращий актор» за роль Фредді Мерк'юрі у фільмі «Богемна рапсодія».

## Ранні роки життя
Рамі Малек народився в Лос-Анджелесі, штату Каліфорнія США. Його батьки родом з Єгипту. Його покійний батько працював туристичним гідом у Каїрі, а пізніше займався продажем страхування. Мама працює бухгалтером. Рамі має брата близнюка Самі, молодшого на 4 хвилини. Також має старшу сестру, яка працює лікарем. Рамі Малек навчався у вищій школі Notre Dame High School у Каліфорнії. У 2003 році отримав ступінь бакалавра за спеціальністю «Образотворче мистецтво» в університеті Евансвіл в Евансвілі, штату Індіана.

## Кар'єра

### 2004—2009: Рання творчість
Свою кар'єру Малек розпочав у 2004 році, зігравши роль у телевізійному серіалі «Дівчата Гілмор». Того ж року він озвучив «додаткових персонажів» для відеогри Halo 2. У 2005 році Рамі отримав картку про членство у Гільдії кіноакторів США за роботу над серіалом «Там»(Over There) — серіал у жанрі військової драми, у якому він зіграв два епізоди. У тому ж році актор з'явився в епізоді серіалу «Медіум», а також зіграв роль Кенні у комедійному серіалі «Війна в будинку» (англ. The War at Home).
У 2006 році Рамі зіграв фараона Акменра у фільмі «Ніч у музеї» і виконував свою роль у продовженнях фільму: «Ніч у музеї 2» (2009) та «Ніч у музеї: Секрет гробниці» (2014, 2015 — в Україні).

### 2010—2015: Досягнення
У 2010 актор знову повернувся на телебачення у ролі терориста — смертника Маркоса Аль-Закара (англ. Marcos Al-Zacar) у восьмому сезоні телесеріалу «24». Пізніше того ж року Рамі отримав схвальні відгуки критиків за роль капрала Меріелла Шелтона у серіалі «Тихий океан» на врученні премії «Еммі».
Під час знімання серіалу «Тихий океан» Рамі Малек зустрів виконавчого продюсера Тома Генкса, якому сподобалась гра Рамі. Пізніше Генкс запросив його на роль студента коледжу Стіва Дібіасі (Steve Dibiasi) в художньому фільмі «Ларрі Краун», який з'явився в прокаті у 2011 році.
У серпні 2010 року оголосили про утвердження Рамі Малека на роль вампіра — єгиптянина Бенджаміна у фільмі «Сутінки Сага: Світанок — Частина 2» (англ. Twilight Saga: Breaking Dawn — Part 2).
У 2014 вийшов ще один фільм з його участю — «Need for Speed: Жага швидкості».
У 2015 Рамі озвучив Джоша Вашингтона — одного з головних персонажів відеогри Until Dawn, яку випустили на PlayStation 4 у серпні 2015 року. Актор «позичив» не лише голос, а й своє обличчя Джошу.

### 2015— сьогодення: «Містер Робот»
З 2015 Малек грав Еліота Олдерсона — інженера кібербезпеки та хакера, головного героя у психологічній драмі «Пан Робот», що створена Семом Есмейлом. Трансляція серіалу почалась 24 червня 2015 на телеканалі USA Network. У 2016 році розпочали показ другого сезону серіалу, у 2017 році третього, а восени 2019 року вийшов фінальний четвертий сезон. Остання серія серіалу вийшла 22 грудня 2019 року.
Завдяки цій ролі актора номінували на Dorian Award, премію «Супутник» (англ. Satellite Award), кінопремію «Золотий глобус», премію Гільдії кіноакторів США, а також нагородили кінопремією «Вибір телевізійних критиків» (англ. Critics’ Choice Television Award), а також премією «Еммі» за найкращу чоловічу роль у драматичному серіалі.
У серпні 2016 року оголосили, що Рамі розділить головну роль Луї Дега (англ. Louis Dega) з Чарлі Ханнемом (англ. Charles Matthew Hunnam) у сучасному переробленні фільму «Papillon» 1973 року. А в листопаді цього ж року стало відомо, що Малек зіграє головну роль Фредді Мерк'юрі в майбутньому біографічному фільмі про групу Queen «Богемна рапсодія». У 2018 році ця стрічка вийшла на екрани та зібрала у прокаті майже 900 мільйонів доларів, а сам Малек був номінований і переміг на «Оскарі» в номінації «найкраща чоловіча роль».

## Фільмографія

### Кінофільми
| Рік  |   | Українська назва               | Оригінальна назва                              | Роль                 |
| ---- | - | ------------------------------ | ---------------------------------------------- | -------------------- |
| 2006 | ф | Ніч у музеї                    | Night at the Museum                            | Фараон Акменра       |
| 2009 | ф | Ніч у музеї 2                  | Night at the Museum: Battle of the Smithsonian | Фараон Акменра       |
| 2011 | ф | Ларрі Краун                    | Larry Crowne                                   | Стів Дібіас          |
| 2012 | ф | Морський бій                   | Battleship                                     | Лейтенант Хілл       |
| 2012 | ф | Світанок — Частина 2           | The Twilight Saga: Breaking Dawn – Part 2      | Бенджамін            |
| 2012 | ф | Майстер                        | The Master                                     | Кларк                |
| 2013 | ф | Короткий термін 12             | Short Term 12                                  | Нейт                 |
| 2013 | ф | Олдбой                         | Oldboy                                         | Браунінг             |
| 2014 | ф | Need for Speed: Жага швидкості | Need for Speed                                 | Фінн                 |
| 2014 | ф | Ніч у музеї: Секрет гробниці   | Night at the Museum: Secret of the Tomb        | Фараон Акменра       |
| 2014 | ф | Солодка кров Ісуса             | Da Sweet Blood of Jesus                        | Сенешаль             |
| 2016 | ф | Серце Мал Бастера              | Buster's Mal Heart                             | Бастер               |
| 2017 | ф | Метелик                        | Papillon                                       | Луїс Дега            |
| 2018 | ф | Богемна рапсодія               | Bohemian Rhapsody                              | Фредді Мерк'юрі      |
| 2020 | ф | Дулітл                         | Dolittle                                       | горила Чі-Чі (голос) |
| 2021 | ф | Дрібниці                       | The Little Things                              | Джиммі Бакстер       |
| 2021 | ф | 007: Не час помирати           | No Time to Die                                 | Люцифер Сафін        |
| 2022 | ф | Амстердам                      | Amsterdam                                      | Том                  |
| 2023 | ф | Оппенгеймер                    | Oppenheimer                                    | Девід Гілл           |
| 2025 | ф | Аматор                         | The Amateur                                    | Чарльз Хеллер        |
| 2025 | ф | Нюрнберг                       | Nuremberg                                      | Дуглас Келлі         |

### Телебачення
| Рік       |    | Українська назва                  | Оригінальна назва   | Роль                                           |
| --------- | -- | --------------------------------- | ------------------- | ---------------------------------------------- |
| 2004      | с  | Дівчата Гілмор                    | Gilmore Girls       | Енді (Епізод: «In the Clamor and the Clangor») |
| 2005      | с  | Там                               | Over There          | Хассан (2 епізоди)                             |
| 2005      | с  | Медіум                            | Medium              | Тімоті Керхер (Епізод: «Time Out of Mind»)     |
| 2005—2007 | с  | Війна в будинку                   | The War at Home     | Кенні (21 епізод)                              |
| 2010      | с  | 24                                | 24                  | Маркос Аль-Закар (3 епізоди)                   |
| 2010      | с  | Тихий океан                       | The Pacific         | капрал Меріелл Шелтон (6 епізодів)             |
| 2012      | с  | Алькатрас                         | Alcatraz            | Вебб Портер (Епізод: «Webb Porter»)            |
| 2012      | мс | Аватар: Легенда про Кору          | The Legend of Korra | Тано (3 епізоди)                               |
| 2014      | с  | Вір                               | Believe             | Адам Террі (Епізод: «Pilot»)                   |
| 2015—2019 | с  | Містер Робот                      | Mr. Robot           | Еліот Олдерсон (45 епізодів)                   |
| 2017—2018 | мс | Кінь БоДжек                       | BoJack Horseman     | Фліп Мак-Вікер (10 епізодів)                   |
| 2021      | с  | Суботнього вечора в прямому ефірі | Saturday Night Live | гість (Епізод: «Rami Malek / Young Thug»)      |

### Відеоігри
| Рік  |    | Українська назва    | Оригінальна назва   | Роль             |
| ---- | -- | ------------------- | ------------------- | ---------------- |
| 2004 | вг | Halo 2              | Halo 2              | додаткові голоси |
| 2014 | вг | The Legend of Korra | The Legend of Korra | Тано             |
| 2015 | вг | Until Dawn          | Until Dawn          | Джош Вашингтон   |